# Helium-3
Helium-3 (též helium 3, značka 3He, někdy nazývané také tralfium) je lehčí a mnohem méně běžný izotop helia, tvoří asi 0,000 137 % helia v přírodě. Jeho jádro se skládá z 2 protonů a 1 neutronu. Jedná se, spolu s vodíkem-1, o jeden ze dvou stabilních nuklidů, které mají v jádru více protonů než neutronů.
Jádro helia-3 se nazývá helion.

## Vznik a výskyt

### Vznik
Helium-3 vzniká termojadernou fúzí v nitru hvězd, dalším možným způsobem vzniku je bombardování lithia neutrony, např. ze samovolného štěpení nebo jadernými reakcemi s kosmickým zářením. Případně také beta minus rozpadem tritia.

#### 3He pocházející z jaderných reaktorů
Některé jaderné reaktory pravidelně uvolňují do atmosféry helium 3 a tritium, zejména když dojde k poruše. Při Černobylské havárii se do ovzduší dostalo velké množství radioaktivního tritia (rozpadajícího se s poločasem rozpadu 12,32 roků na 3He). Mimoto se do ovzduší záměrně dostávají významná množství helia-3 vznikajícího ozařováním lithia-6.

### Výskyt
Na Zemi se helium-3 vyskytuje velmi vzácně, ovšem předpokládá se, že jeho výskyt bude větší na Měsíci (zde se po miliardy let hromadí v svrchní vrstvě regolitu 3He pocházející ze slunečního větru). Zde je ovšem také přítomno ve velmi malém množství (28 ppm měsíčního regolitu tvoří helium-4 a koncentrace helia-3 je odhadována na 1 až 50 ppb, což je 1 až 50 mg/t). Také se nachází ve větším množství v sluneční soustavě v atmosférách plynných obrů. V přírodě se vyskytuje 10 000krát vzácněji než 4He.
Část helia-3 přítomného v zemské atmosféře je pozůstatkem po testování jaderných zbraní.
3He se vyskytuje jako prvotní nuklid unikající ze zemské kůry do atmosféry a do meziplanetárního prostoru.

## Použití
Helium-3 je využitelné jako palivo druhé generace pro termonukleární fúzi, ovšem zatím žádné fúzní elektrárny nejsou ve výstavbě, připravuje se tokamak ITER, který by se měl stát předstupněm ke komerčnímu využití termonukleární fúze v energetice.